# Adriana Gomes
Adriana Gomes Faria (Lousada, 3 novembre 1993) è una calciatrice portoghese, attaccante della Ternana.

## Carriera

### Club
Gomes si avvicina al calcio fin da giovanissima, tesserandosi per il Freamunde con il quale fa il suo esordio nelle sue squadre giovanili all'età di nove anni.
Nel 2009 si trasferisce al Boavista, dove gioca nella sua prima squadra interamente femminile, mettendosi velocemente in luce e conquistandosi un posto da titolare in prima squadra. Al termine della stagione 2012-2013 festeggia con le compagne il suo primo trofeo in carriera, la Coppa di Portogallo, rimanendo formalmente legata al club fino al termine della stagione 2015-2016.
Nell'estate 2016 firma un contratto con il Braga, club che in quell'anno decide di creare la sua sezione femminile, tuttavia Gomes viene prestata per un'altra stagione alla squadra di provenienza, con la quale mette a segno 23 reti nella sua ultima stagione con loro.
Per esordire con il Braga deve attendere la stagione successiva, condividendo con le compagne una stagione, pur prima di trofei, più che soddisfacente,      chiusa al 2º posto nel Campeonato Nacional de Futebol Feminino giocando inoltre le finali sia di Coppa che di Supercoppa di Portogallo.
Durante la sessione estiva di calciomercato 2018 si trasferisce al neoistituito Benfica, ripartendo dal Campeonato Nacional de Promoção, secondo livello del campionato nazionale. La squadra, per la quale il club decise di investire su un organico altamente competitivo, si rivela in grado di superare agevolmente le avversarie già all'inizio della stagione competitività che viene premiata con la promozione in Campeonato Nacional e la conquista, per Gomes, della sua seconda Coppa di Portogallo in carriera.
Dopo aver iniziato con il club di Lisbona la prima parte della stagione, reduce da un infortunio nel dicembre 2019 coglie l'opportunità di disputare il suo primo campionato all'estero, scegliendo quello italiano e firmando un contratto che la lega alla Torres, squadra iscritta alla Serie C, fino all'estate successiva. Dopo aver contribuito al passaggio di categoria al blasonato club sardo grazie alle 29 reti in campionato, Gomes decide di rimanere alla Torres per un'altra stagione, nuovamente decisiva per  far mantenere la categoria alla sua squadra, matematicamente raggiunta alla 23ª giornata con la vittoria per 2-1, sua la seconda rete torresina, sul Cortefranca.
Nell'estate 2021 si trasferisce al Napoli, chiamata a rinforzare il reparto offensivo della squadra partenopea che, appena retrocessa in cadetteria, vuole tornare in Serie A dopo una sola stagione affidando la panchina al francese Dimitri Lipoff. Alla guida tecnica di Lipoff, poi rimpiazzato da Biagio Seno da marzo 2023, Gomes trascina la squadra alla promozione grazie ai 23 sui 72 gol segnati dalla sua squadra in campionato, migliore realizzatrice del Napoli e seconda nella classifica marcatrici di Serie B solo dopo la nazionale greca Anastasia Spyridonidou (29), promozione ottenuta all'ultima giornata con la vittoria per 1-0 sul Tavagnacco dopo una lotta al vertice con la Lazio.

### Nazionale
la sola esperienza di Gomes con la maglia della nazionale del suo paese si limita alla formazione under 19. Convocata nel 2009, viene inserita in rosa con la squadra impegnata nella prima fase di qualificazione all'Europeo di Macedonia 2010, parte del torneo che si gioca a Albufeira, esordendo il 19 settembre 2009 nel secondo tempo dell'incontro perso 2-0 con le pari età dell'Islanda. In quell'occasione cionque giorni più tardi gioca anche l'ultima della partita in programma, sempre partendo dalla panchina, persa con la Svizzera per 4-1, ininfluente per il passaggio del turno in quanto già eliminata dal torneo.

## Statistiche

### Presenze e reti nei club
Statistiche aggiornate al 18 maggio 2025.
| Stagione        | Squadra         | Campionato      | Campionato | Campionato | Coppe nazionali | Coppe nazionali | Coppe nazionali | Coppe continentali | Coppe continentali | Coppe continentali | Altre coppe | Altre coppe | Altre coppe | Totale | Totale |
| Stagione        | Squadra         | Comp            | Pres       | Reti       | Comp            | Pres            | Reti            | Comp               | Pres               | Reti               | Comp        | Pres        | Reti        | Pres   | Reti   |
| --------------- | --------------- | --------------- | ---------- | ---------- | --------------- | --------------- | --------------- | ------------------ | ------------------ | ------------------ | ----------- | ----------- | ----------- | ------ | ------ |
| 2020-2021       | Torres          | C               | ?          | 29         | CIC             | -               | -               | -                  | -                  | -                  | -           | -           | -           | ?      | 29     |
| 2021-2022       | Torres          | B               | 24         | 8          | CI              | 3               | 0               | -                  | -                  | -                  | -           | -           | -           | 27     | 8      |
| Totale Torres   | Totale Torres   | Totale Torres   | 24+        | 37         | -               | 3               | 0               | -                  | -                  | -                  | -           | -           | -           | 27+    | 37     |
| 2022-2023       | Napoli          | B               | 29         | 23         | CI              | 2               | 2               | -                  | -                  | -                  | -           | -           | -           | 31     | 25     |
| 2023-2024       | Lazio           | B               | 27         | 7          | CI              | 1               | 0               | -                  | -                  | -                  | -           | -           | -           | 28     | 7      |
| 2024-2025       | Ternana         | B               | 22         | 12         | CI              | 1               | 0               | -                  | -                  | -                  | -           | -           | -           | 23     | 12     |
| Totale carriera | Totale carriera | Totale carriera | 102+       | 79+        | -               | 7+              | 2+              | -                  | -                  | -                  | -           | -           | -           | 109+   | 81+    |

### Cronologia delle presenze e delle reti in Nazionale
| Cronologia completa delle presenze e delle reti in nazionale ― Portogallo under 19 | Cronologia completa delle presenze e delle reti in nazionale ― Portogallo under 19 | Cronologia completa delle presenze e delle reti in nazionale ― Portogallo under 19 | Cronologia completa delle presenze e delle reti in nazionale ― Portogallo under 19 | Cronologia completa delle presenze e delle reti in nazionale ― Portogallo under 19 | Cronologia completa delle presenze e delle reti in nazionale ― Portogallo under 19 | Cronologia completa delle presenze e delle reti in nazionale ― Portogallo under 19 | Cronologia completa delle presenze e delle reti in nazionale ― Portogallo under 19 |
| Data                                                                               | Città                                                                              | In casa                                                                            | Risultato                                                                          | Ospiti                                                                             | Competizione                                                                       | Reti                                                                               | Note                                                                               |
| ---------------------------------------------------------------------------------- | ---------------------------------------------------------------------------------- | ---------------------------------------------------------------------------------- | ---------------------------------------------------------------------------------- | ---------------------------------------------------------------------------------- | ---------------------------------------------------------------------------------- | ---------------------------------------------------------------------------------- | ---------------------------------------------------------------------------------- |
| 19-09-2009                                                                         | Albufeira                                                                          | Portogallo under 19                                                                | 0 – 2                                                                              | Islanda under 19                                                                   | Qual. Europeo under 19 2010                                                        | -                                                                                  | 74’                                                                                |
| 24-09-2009                                                                         | Albufeira                                                                          | Svizzera under 19                                                                  | 4 – 1                                                                              | Portogallo under 19                                                                | Qual. Europeo under 19 2010                                                        | 1                                                                                  | 82’                                                                                |
| Totale                                                                             |                                                                                    | Presenze                                                                           | 2                                                                                  |                                                                                    | Reti                                                                               | 0                                                                                  |                                                                                    |

## Palmarès

### Club
- Coppa del Portogallo femminile: 2

Boavista: 2012-2013
Benfica: 2018-2019
- Campionato italiano di Serie C: 1

Torres: 2020-2021
- Campionato italiano di Serie B: 3

Napoli: 2022-2023
Lazio: 2023-2024
Ternana: 2024-2025

### Individuali
- Capocannoniere della Serie C: 1

2020-2021 (29 reti)